# El país invisible (film)
El país invisible (en anglès: Invisible nation ) és un documental del 2023 dirigit per la directora estatunidenca Jean Tsien, que relata el mandat de la 14a i 15a presidenta de Taiwan, Tsai Ing-wen, centrant-se en els seus esforços per defensar la democràcia i gestionar les pressions geopolítiques provinents dels Estats Units i la Xina.
La pel·lícula va ser programada per a l'estrena als Estats Units el 31 de maig de 2024 per Abramorama. A Taiwan, es va estrenar l’any següent, el 14 de juny.

## Producció
Després d’haver completat el documental sobre les relacions sinoamericanes In the Name of the People, Vanessa Hope va decidir fer un documental sobre Taiwan. Ella i Geraldine Dufort van obtenir el finançament inicial a través de la Compton Foundation. Hope va presentar una proposta a l’Oficina Presidencial de Taiwan, la qual cosa li va permetre accedir a la presidenta en exercici Tsai Ing-wen. Tot i això, l’Oficina Presidencial va trigar sis mesos a respondre. Un cop rebuda la resposta, Hope va començar a preparar el projecte, i Tsai Ing-wen va acceptar participar-hi, alhora que Vanessa Hope mantenia el control creatiu del documental.
Tota l'obra va requerir set anys de treball i, durant el procés de producció, no va rebre cap subvenció econòmica del govern de Taiwan. El rodatge principal va començar inicialment al maig de 2017, i després de les protestes contra l'extradició a Hong Kong entre 2019 i 2020, es va dur a terme una nova ronda de filmacions. Vanessa Hope va residir a Taiwan de juliol de 2022 a febrer de 2023, període durant el qual es va completar la postproducció de la pel·lícula.

## Publicació
La pel·lícula es va estrenar mundialment el 29 de setembre de 2023 al Festival de Cinema de Woodstock, i posteriorment es va projectar el 14 de novembre de 2023 a l’International Documentary Film Festival Amsterdam (IDFA), el 25 de gener de 2024 al Festival de Cinema Slamdance, i el 13 de març de 2024 al CPH:DOX. A l’abril de 2024, la distribuïdora Abramorama va adquirir els drets de la pel·lícula i en va programar l’estrena per al 31 de maig de 2024.

## Recaptació a taquilla
En deu dies d'exhibició a Taiwan, la pel·lícula ja ha superat els 18 milions de dòlars taiwanesos de recaptació, i ha ascendit al vuitè lloc en la llista de documentals més taquillers de la història del cinema taiwanès.